# 二階堂行義
二階堂 行義（にかいどう ゆきよし）は、鎌倉時代前期から中期にかけての武士。鎌倉幕府評定衆。

## 略歴
建仁3年（1203年）、二階堂行村の子として誕生。
『吾妻鏡』には嘉禄元年（1225年）12月20日から文永3年（1266年）3月6日まで記載がある。
嘉禎4年/暦仁元年（1238年）、評定衆となる。建長4年（1252年）、新たに将軍に就いた宗尊親王の御所改築にあたり、将軍の方違いに関する奉行となった。
文永5年（1268年）、死去。享年66と言われている。

## 官歴
- 嘉禎2年（1236年）2月30日 - 使宣旨[6]、左衛門尉[5]。
- 嘉禎3年（1237年）2月28日 - 叙爵[5]。
- 嘉禎3年（1237年）10月27日 - 出羽守[5]。
- 暦仁元年（1238年）4月2日 - 鎌倉幕府評定衆
- 延応元年（1239年）9月9日 - 従五位上[5]。
- 仁治元年（1240年） - 前出羽守。
- 寛元3年（1245年）12月2日 - 正五位下[5]。
- 文応元年（1260年）7月20日 - 出家、法名は「道空」[5]。
- 文永5年（1268年）閏正月25日 - 卒[5]。

## 関係資料
- 「Kokushikan nichiroku」 - 著者:Gahō Hayashi、Shunsai Hayashi、山本武夫、Takeo Yamamoto　出版社:八木書店、2005年、ISBN- 4797112948、ISBN-9784797112948
- 東京大学史料編纂所『大日本史料』『史料総覧』